# Combolomaros
Combolomaros est un tétrarque du peuple galate des Tolistobogiens au IIe siècle av. J.-C. Il nous est connu par une mention de Tite-Live, dans l'Histoire romaine.

## Protohistoire
Les Galates ou Communauté des Galates sont un ensemble de trois peuples celtes (Tectosages, Tolistobogiens et Trocmes), installés en Anatolie au IIIe siècle av. J.-C. Chacun de ces peuples était dirigé par une tétrarchie.
En 189 av. J.-C. les tétrarques des Tolistobogiens sont Gaudotos, Orgiagon, Eposognatos et Combolomaros.
« Des nouvelles plus positives furent bientôt apportées par les envoyés des Oroandiens. « Les Tolostoboges avaient transporté, disent-ils, leur demeure sur le mont Olympe ; les Tectosages avaient pris d'un autre côté, et s'étaient réfugiés sur une autre montagne appelée Magaba ; les Trocmes avaient confié leurs femmes et leurs enfants aux Tectosages, pour aller en armes se joindre aux Tolostoboges. »
 

Les trois peuplades avaient pour chefs Orgiagon, Combolomaros et Gaudotos. Ce qui leur avait fait adopter ce plan de défense, c'était l'espoir qu'en les voyant maîtres des montagnes les plus élevées du pays et pourvus de tout ce qui leur était nécessaire pour un séjour indéfini, les ennemis finiraient par se lasser. « Il n'était pas probable, pensaient-ils, qu'ils voulussent s'aventurer au milieu de ces hauteurs inaccessibles ; en tout cas, une simple poignée d'hommes suffirait pour les arrêter et les précipiter ; enfin ils ne s'acharneraient pas à faire sentinelle au pied de ces montagnes glacées pour y mourir de froid ou de faim. » Malgré l'élévation des lieux, qui était pour eux un rempart, ils entourèrent d'un fossé et autres fortifications les pics sur lesquels ils s'étaient établis. Ils s'inquiétèrent peu des provisions de traits, comptant sur les pierres de leurs montagnes. »
— Tite-Live, Histoire romaine, livre XXXVIII, 19.

## Sources et bibliographie
- Venceslas Kruta, Les Celtes, Histoire et Dictionnaire, page 553, Éditions Robert Laffont, coll. « Bouquins », Paris, 2000,  (ISBN 2-7028-6261-6)
- John Haywood (intr. Barry Cunliffe, trad. Colette Stévanovitch), Atlas historique des Celtes, éditions Autrement, Paris, 2002,  (ISBN 2-7467-0187-1)
- Bibliographie sur la civilisation celtique

## Wikisource
- Tite-Live, Histoire romaine, Livre XXXVIII.